# Chihuahua (stad)
Chihuahua är en ort och kommun i norra Mexiko och är administrativ huvudort för delstaten Chihuahua. Staden grundades 12 oktober 1709.
Tåglinjen "Chihuahua al Pacífico" (oftast kallad El Chepe) som passerar genom ravinområdet Barranca del Cobre löper från Chihuahua till Los Mochis.

## Stad och storstadsområde
Centralorten hade 876 600 invånare 2013, med totalt 888 439 invånare i hela kommunen på en yta av 8 382 km².
Storstadsområdet, Zona Metropolitana de Chihuahua, hade totalt 925 970 invånare 2013 på en yta av 18 094 km². Området består av de tre kommunerna Chihuahua, Aldama och Aquiles Serdán. Chihuahuas zona metropolitana är den till ytan största i landet, och bortsett från Chihuahuas närmaste omgivning består området av mycket glesbefolkade delar av den omgivande Chihuahuaöknen.